# 段村乡 (渑池县)
段村乡，是中华人民共和国河南省三門峽市渑池县下辖的一个乡镇级行政单位。

## 行政区划
段村乡下辖以下地区：
段村、柏隆村、中朝村、林场村、宋村、上涧村、中关村、东庄沟村、四龙庙村、赵沟村和南岭村。

## 中国传统村落
2013年8月，赵沟村、赵坡头村被评为第二批中国传统村落。